# آندرس پالسون
آندرس پالسون (انگلیسی: Anders Paulsson؛ زادهٔ ۱ ژانویهٔ ۱۹۶۱) موسیقی‌دان، و آهنگساز اهل سوئد است.

## افتخارات
وی همچنین برندهٔ جوایزی همچون برنامه فولبرایت شده‌است.